# Nimrod (album)
Nimrod – piąty album kalifornijskiego zespołu punkowego Green Day, wydany 14 października 1997 przez Reprise Records.

## Lista utworów
1. „Nice Guys Finish Last” – 2:49
2. „Hitchin’ a Ride” – 2:52
3. „The Grouch” – 2:12
4. „Redundant” – 3:18
5. „Scattered” – 3:03
6. „All the Time” – 2:11
7. „Worry Rock” – 2:27
8. „Platypus (I Hate You)” – 2:22
9. „Uptight” – 3:04
10. „Last Ride In” – 3:48
11. „Jinx” – 2:13
12. „Haushinka” – 3:25
13. „Walking Alone” – 2:45
14. „Reject” – 2:06
15. „Take Back” – 1:09
16. „King for a Day” – 3:14
17. „Good Riddance (Time of Your Life)” – 2:35
18. „Prosthetic Head” – 3:38

Utwory które nie znalazły się na płycie, ale zostały wydane później:
1. „Suffocate”
2. „Desensitized”
3. „Rotting”
4. „Sick of Me”
5. „Espionage” – wykorzystany na ścieżce dźwiękowej filmu Austin Powers 2: – szpieg, który nie umiera nigdy (Austin Powers: The Spy Who Shagged Me)
6. „The Ballad of Wilhelm Fink” – wydana na składance Short Music for Short People niezależnej wytwórni Fat Wreck Chords.

## Twórcy
1. teksty piosenek – Billie Joe Armstrong
2. muzyka i produkcja – Green Day w składzie:
  - Billie Joe Armstrong – śpiew, gitara, harmonijka ustna
  - Tré Cool – tamburyn, djembe, perkusja
  - Mike Dirnt – śpiew, gitara basowa, kij baseballowy
  - Petra Haden – skrzypce
  - Gabrial McNair – róg
  - Stephen Bradley – róg
  - David Campbell – aranżacja na róg i smyczki
  - Rob Cavallo – producent